# 徐觀瀾
徐觀瀾，號涵碧，山西泽州人。明朝政治人物、進士出身。

## 生平
嘉靖丁巳（1557年）八月十七日生。万历元年（1573年）癸酉科山西鄉試舉人，十七年（1589年）己丑科三甲第二名進士，户部觀政，六月授中書舍人，二十一年選授吏科给事中，方居谏垣，关白陷朝鲜，出师援剿，诡请封贡，命集议，观澜与廷臣交章止之，而尚书石星力持不听。及封事坏，丧师辱国，杨镐掩败奏捷，赞画丁应太以闻，下镐于理，因遣观澜往勘东征事，随报四路溃兵状，请论武臣失事如法，不避险难。历釜山、蔚山等处，廉其虚实，直纠沈一贯、萧大亨、邢玠、万世德党和卖国，疏未达，大亨危之，一贯简观澜前疏有抱病语，票准回籍，改命待勘。适关白暴亡，邢、万辈遂贪天冒功，而观澜坐废，应太亦落职，直臣不容于时如此。